# Barrage d'Alaca
Le barrage d'Alaca (en turc: Alaca barajı), érigé entre 1979 et 1984, est situé dans la province de Çorum en Turquie.
Construit sur la rivière de Suludere, sa longueur est estimée à 68 mètres avec une retenue de 80 ha pour un volume d’eau de 12,5 millions de m3.
Depuis sa construction, plusieurs crues ont causé des débordements sur les champs voisins.

## Sources
- (en) Site de l’agence gouvernementale turque des travaux hydrauliques